# Nazionalnaja Federazija Florbola Rossii
Die Nazionalnaja Federazija Florbola Rossii (russisch Национальная федерация флорбола России; deutsch Nationaler Floorballverband Russland) ist der nationale Spitzenverband Russlands in der Sportart Unihockey.

## Geschichte
Der Verband wurde 1993 gegründet und hat seinen Sitz in Moskau. 1994 wurde er in den Weltverband IFF aufgenommen. 2013 wurde der Verband neu organisiert. Am 9. März 2017 gab der IFF bekannt, dass der Verband von allen Turnieren ausgeschlossen wird. Grund dafür war eine nicht getätigte Gage an den Slowakischen Unihockeyverband.
Am 14. Juli 2017 gab der IFF bekannt, dass die Suspendierung des Verbandes aufgehoben wird. Gleichzeitig hat der Verband ebenfalls die U19-Nationalmannschaft der Männer für die Weltmeisterschaft 2018 angemeldet.
Gegenwärtig (Stand: Ende 2019) hat der Verband 3499 Mitglieder, die bei 50 Vereinen registriert sind.

## Nationalmannschaften
- Russische Unihockeynationalmannschaft
- Russische Unihockeynationalmannschaft der Frauen
- Russische Unihockeynationalmannschaft (U-19-Junioren)
- Russische Unihockeynationalmannschaft (U-19-Juniorinnen)

## Mitgliederentwicklung
Statistik zur Mitgliederzahlen und Mitgliedsvereinen.
| Datum      | Mitglieder | Mitglieder |
| Datum      | Personen   | Vereine    |
| ---------- | ---------- | ---------- |
| 31.12.1996 | 210        | 14         |
| 31.12.1997 | 210        | 14         |
| 31.12.1998 | 285        | 19         |
| 31.12.1999 | 285        | 12         |
| 31.12.2000 | 442        | 20         |
| 31.12.2001 | 800        | 40         |
| 30.06.2003 | 850        | 20         |
| 30.06.2004 | 850        | ?          |
| 30.06.2005 | 700        | ?          |
| 30.06.2006 | ?          | ?          |
| 30.06.2007 | 900        | 25         |
| 30.06.2008 | 2000       | 30         |
| 30.06.2009 | 2000       | 30         |
| 30.09.2010 | 2000       | ?          |
| 30.09.2011 | 2400       | 34         |
| 30.09.2012 | 2400       | 36         |
| 31.12.2013 | 2000       | 30         |
| 31.12.2014 | 3000       | 30         |
| 31.12.2015 | 3000       | 40         |
| 2016       | 3000       | 40         |
| Ende 2019  | 3499       | 50         |